# Rally Sachs de 1981
El Rally Sachs de 1981 fue la 4.º edición y la decimocuarta ronda de la temporada 1981 del Campeonato de España de Rally. Se celebró del 31 de octubre al 1 de noviembre y contó con un recorrido de 570 km de los que 226 eran cronometrados. Los tramos transcurrían por tierras vascas y cántabras: La Reineta, Samario-Guriezo, Hoyomenor, Lmpias-Liendo, Onton-Otañes, Onton-Las Muñecas, Montecalvo, Marmiz, Vivero y Zaratamo.
Dos pilotos llegaron al rally Sachs con opciones de proclamarse campeón de España a falta de una cita: Jorge de Bagration y Beny Fernández. El primero llegaba con 273 frente a los 260 del segundo. De los sesenta equipos inscritos destacababan además otros nombres como Eduardo Balcázar, Antonio Zanini, Genito Ortiz, Marc Etchebers, Pablo de Sousa, Fernando Lezama, Pipo Couret, Alfonso Marcos y Zorrilla.
Zanini que venía de realizar una temporada discreta se encontraba aún poniendo a punto el Talbot Horizon pero consiguió realizar una buena actuación y se adjudicó la victoria por delante de Genito Ortiz y Bagration, cuyo tercer puesto no le servía para proclamarse campeón de manera matemática. Beny con su Porsche 911 fue quinto y le permitió llegar al rally Cataluña aún con opciones. En cuarta posición finalizó Etchebers buen conocedor de los tramos también con un Porsche 911.

## Clasificación final
| Pos. | Piloto                | Copiloto                  | Automóvil            | Tiempo  | Diferencia |
| ---- | --------------------- | ------------------------- | -------------------- | ------- | ---------- |
| 1.   | Antonio Zanini        | Jordi Sabater             | Talbot Sunbeam Lotus | 2:34:17 | 0.0        |
| 2.   | Genito Ortiz          | María Jesús Cabal         | Renault 5 Turbo      | 2:36:21 | +2:04      |
| 3.   | Jorge de Bagration    | Víctor Sabater            | Lancia Stratos HF    | 2:37:52 | +3:35      |
| 4.   | Marc Etchebers        | Marie-Christine Etchebers | Porsche 911 SC       | 2:41:11 | +6:54      |
| 5.   | Beny Fernández        | José Luis Sala            | Porsche 911 SC       | 2:43:39 | +9:22      |
| 6.   | Pablo de Sousa        | Guillermo Barreras        | SEAT 124-2000        | 2:47:06 | +12:49     |
| 7.   | Mariano Lacasa        | Jaime Balañá              | Opel Ascona          | 2:50:57 | +16:40     |
| 8.   | José Couret «Pipo»    | Camacho                   | SEAT 124-1800        | 2:51:34 | +17:17     |
| 9.   | José Antonio Zorrilla | Begoña Kaibel             | SEAT 124-1800        | 2:53:12 | +18:55     |
| 10.  | Marcos Alfonso        | Francesc Bofill           | SEAT 124-1800        | 2:53:23 | +19:06     |